# Aaron Donald
Pour les articles homonymes, voir Donald.
(en) Statistiques sur pro-football-reference
Aaron Charles Donald, né le 23 mai 1991 à Pittsburgh, est un joueur américain de football américain qui a évolué au poste de defensive tackle dans la National Football League (NFL) pendant 11 saisons.
Après avoir joué au niveau universitaire pour les Panthers de Pittsburgh dans la NCAA Division I FBS pendant quatre saisons, il est sélectionné au premier tour de la draft 2014 de la NFL par la franchise des Rams de Saint-Louis (actuellement les Rams de Los Angeles).
Sa première saison dans la NFL est réussie et il reçoit le prix du débutant défensif de l'année. Il s'impose par la suite comme un des meilleurs joueurs défensifs de la ligue, étant désigné joueur défensif de l'année de la NFL à trois reprises (2017, 2018 et 2020). Sélectionné à huit reprise dans la première équipe All-Pro, il est sélectionné dix fois au Pro Bowl et remporte le Super Bowl LVI au terme de la saison 2021.
Resté fidèle aux Rams toute sa carrière, il annonce qu'il prend sa retraite de la NFL le 15 mars 2024.

## Biographie

### Jeunesse
Natif de Pittsburgh, Donald est l'un des trois enfants d'Archie Donald et Anita Goggins et grandit dans le quartier de Lincoln-Lemington-Belmar (en). Son père l'initie à s'entraîner, cherchant à mettre une structure dans la vie de son fils. Donald va plus tard admettre qu'il était lâche lorsqu'il était enfant. Lorsqu'il avait 12 ans, lui et son père se réveillait à 4 h 30 et s'entraînant pendant environ deux heures dans la salle d'entraînement au sous-sol que son père avait installé dans la maison familiale.
Donald fréquente le lycée de Penn Hills High School, où il joue au football américain pour l'entraîneur Ron Graham. Il est sélectionné sur la première équipe All-State AAA deux fois lors de ses deux dernières saisons après avoir totalisé 63 plaquages dont 15 pour perte et 11 sacks.

### Carrière universitaire
Considéré comme une recrue trois étoiles par Rivals.com, il est classé 37e meilleur defensive tackle du pays.
Il se lie avec les Panthers de Pittsburgh de l'université de Pittsburgh jouant dans la NCAA Division I FBS après avoir reçu d'autre offres de Toledo, d'Akron et de Rutgers,
Lors de sa saison true freshman, Donald dispute les 13 matchs de la saison en tant que réserviste au poste de defensive end. Il totalise 11 plaquages dont trois pour perte et deux sacks. La saison suivante en tant que sophomore, Donald devient titulaire et effectue de très belles performance, affichant un bilan de 47 plaquages dont 16 pour perte, 11 sacks et force un fumble. Il est sélectionné dans la deuxième équipe de la Big East Conference. En tant que junior, il comptabilise 64 plaquages dont 18 ½ pour perte, 5 ½ sacks et force un fumble, ce qui lui permet d'être sélectionné dans la première équipe de la Big East. Lors de sa dernière saison universitaire, il devient un des plus prolifique defensive end de la NCAA en totalisant 59 plaquages incluant un record de carrière avec 28 ½ yards adverses perdus, 11 sacks et force quatre fumbles. Il est désigné meilleur défenseur de la saison en Atlantic Coast Conference et est reconnu unanimement joueur All-American. Il se voit également décerné le Bronko Nagurski Trophy, le Chuck Bednarik Award, le Lombardi Award 2013 et l'Outland Trophy en 2013.

### Carrière professionnelle
Donal est sélectionné 13e choix global lors du premier tour de la draft 2014 par la franchise des Rams de Saint-Louis,.
Le 16 juin 2014, il signe avec les Rams un contrat rookie de quatre ans pour un montant entièrement garanti de 10,13 millions de dollars incluant une prime à la signature de 5,69 millions et une option de cinquième année.

#### Saison 2014
Lors de son année recrue, il totalise 47 plaquages et neuf sacks (meilleur nombre de sacks par un rookie en 2014). Sélectionné dans la première équipe des rookies, il est également invité à participer au Pro Bowl 2015. Il se voit également décerné le trophée du meilleur rookie de l'année (NFL Rookie of the Year award),.

#### Saison 2015
Il devient titulaire au poste de defensive end pour les 16 matchs de la saison 2015. Il affiche un bilan de 69 plaquages, 11 sacks, une passe défendue et un fumble récupéré. Il termine premier de la ligue au nombre de sacks par un defensive tackle et huitième rang des joueurs de la ligue. Au cours de la saison, il est désigné à deux reprises meilleur joueur défensif de la NFC après ses performances contre les Seahawks en première semaine  (9 plaquages et 2 sacks) et contre les Lions en 14e semaine (5 plaquages et 3 sacks).
Sélectionné pour la première fois de sa carrière dans la première équipe All-Pro il est unvité à disputé son deuxième Pro Bowl consécutif. Il est de plus classé 14e du Top 100 des meilleurs joueurs de la saison par ses pairs.

#### Saison 2016
Lors de la première rencontre de la saison, Donald est expulsé pour avoir touché un arbitre alors que l'équipe est nettement dominée par les 49ers de San Francisco (défaite 28 à 0 en déplacement). Quatre jours plus tard, il est puni d'une amende de 21 269 dollars pour conduite violente injustifiée (9 115 dollars) et conduite antisportive (12 154 dollars). Lors du deuxième match contre les Cardinals (victoire 17-13), il réussit 1 ½ sack, cinq plaquages dont 1 pour perte, cinq percussion sur quarterback et force un fumble ce qui lui vaut d'être désigné pour la troisième fois meilleur joueur défensif de la NFC. Le 21 octobre 2016 contre les Lions, il reçoit une amende de 19 231 dollars pour conduite antisportive consécutive à une pénalité de jeu qu'il avait provoquée. Fin de saison, il est sélectionné pour la troisième fois consécutive au Pro Bowl et la deuxième fois consécutive dans la première équipe All-Pro. Il est classé 15e du Top 100 des meilleurs joueurs de la saison par ses pairs. Cependant, Donald se sent frustré par le résultat de la saison au terme de laquelle l'entraîneur principal Jeff Fisher est congédié.

#### Saison 2017
Lors de la préparation de la saison 2017 de la NFL, Aaron Donald met la pression sur sa franchise en manquant volontairement les rencontres de pré-saison. Début septembre, il revient dans les installations des Rams et met fin à son bras de fer bien qu'il n'ait pas signé le contrat attendu. Non présent pour la rencontre d'ouverture de la saison contre les Colts d'Indianapolis, son absence lui coûte 1,5 million de dollars.
Évoluant à un poste défensif où il est difficile de démontrer statistiquement sa domination, Donald joue tout au long de saison avec un impact défensif impressionnant. Avec puissance et discipline, il continue à mettre la pression sur les attaques adverses, utilisant les espaces entre leurs joueurs de ligne et ce, bien qu'il soit régulièrement opposé à deux joueurs.

#### Saison 2018
Quelques jours avant le début de la saison 2018 de la NFL, Aaron Donald signe un nouveau contrat portant sur six saisons avec les Rams de Los Angeles pour un montant de 135 millions de dollars dont 87 millions garantis et une prime à la signature de 40 millions de dollars. Cela fait de lui le joueur défensif le mieux payé de l'histoire de la NFL, mais moins de 24 heures après Khalil Mack reprend ce record en signant un contrat de 141 millions de dollars avec les Bears de Chicago.

#### Saison 2023
Au terme de la saison 2023, Donald enregistre un total de 8 sacks, 53 plaquages dont 28  en solo et trois passes défendues, aidant les Rams à se qualifier pour la série éliminatoire. Il est sélectionné pour son dixième Pro Bowl et dans la première équipe All-Pro
pour la huitième fois ,.

### Retraite
Le 15 mars 2024, Donald annonce via les réseaux sociaux qu'il prend sa retraite de la NFL,.

## Statistiques

### Universitaires
| Année       | Équipe                 | Statut      | MJ |       | Plaquages | Plaquages | Plaquages | Plaquages |       | Interceptions | Interceptions | Interceptions | Interceptions |  | Fumbles | Fumbles |
| Année       | Équipe                 | Statut      | MJ | Total | Seul      | Ast.      | Sacks     | Nb.       | Yards | Déf.          | TD            | Nb.           | Rec.          |  |         |         |
| 2010        | Panthers de Pittsburgh | Fr.         | 13 | 11    | 08        | 03        | 02,0      | 0         | 0     | 01            | 0             | 0             | 0             |  |         |         |
| 2011        | Panthers de Pittsburgh | So.         | 13 | 47    | 22        | 25        | 11,0      | 0         | 0     | 04            | 0             | 1             | 0             |  |         |         |
| 2012        | Panthers de Pittsburgh | Jr.         | 13 | 64    | 42        | 22        | 05,5      | 0         | 0     | 02            | 0             | 1             | 0             |  |         |         |
| 2013        | Panthers de Pittsburgh | Sr.         | 13 | 59    | 43        | 16        | 11,0      | 0         | 0     | 03            | 0             | 4             | 0             |  |         |         |
| Totaux NCAA | Totaux NCAA            | Totaux NCAA | 52 | 181   | 115       | 66        | 29,5      | 0         | 0     | 10            | 0             | 6             | 0             |  |         |         |

### Professionnelles
| Année              | Équipe              | MJ  |       | Plaquages | Plaquages | Plaquages | Plaquages |       | Interceptions | Interceptions | Interceptions | Interceptions |  | Fumbles | Fumbles |
| Année              | Équipe              | MJ  | Total | Seul      | Ast.      | Sacks     | Nb.       | Yards | Déf.          | TD            | Nb.           | Rec.          |  |         |         |
| 2014               | Rams de Saint-Louis | 16  | 48    | 38        | 10        | 09,0      | -         | -     | 1             | -             | 2             | 0             |  |         |         |
| 2015               | Rams de Saint-Louis | 16  | 69    | 43        | 26        | 11,0      | -         | -     | 1             | -             | 0             | 1             |  |         |         |
| 2016               | Rams de Los Angeles | 16  | 47    | 36        | 11        | 08,0      | -         | -     | 5             | -             | 2             | 0             |  |         |         |
| 2017               | Rams de Los Angeles | 14  | 41    | 32        | 09        | 11,0      | -         | -     | 1             | -             | 5             | 1             |  |         |         |
| 2018               | Rams de Los Angeles | 16  | 59    | 41        | 18        | 20,5      | -         | -     | 1             | -             | 4             | 2             |  |         |         |
| 2019               | Rams de Los Angeles | 16  | 48    | 29        | 19        | 12,5      | -         | -     | 2             | -             | 2             | 1             |  |         |         |
| 2020               | Rams de Los Angeles | 16  | 45    | 27        | 18        | 13,5      | -         | -     | 1             | -             | 4             | 1             |  |         |         |
| 2021               | Rams de Los Angeles | 17  | 84    | 38        | 46        | 12,5      | -         | -     | 4             | -             | 4             | 0             |  |         |         |
| 2022               | Rams de Los Angeles | 11  | 49    | 27        | 22        | 05,0      | -         | -     | 2             | -             | 4             | 1             |  |         |         |
| 2023               | Rams de Los Angeles | 16  | 53    | 28        | 25        | 08,0      | -         | -     | 3             | -             | 0             | 0             |  |         |         |
| Totaux en carrière | Totaux en carrière  | 154 | 543   | 340       | 203       | 111,0     | 0         | 0     | 21            | 0             | 24            | 7             |  |         |         |

| Année              | Équipe              | MJ |       | Plaquages | Plaquages | Plaquages | Plaquages |       | Interceptions | Interceptions | Interceptions | Interceptions |  | Fumbles | Fumbles |
| Année              | Équipe              | MJ | Total | Seul      | Ast.      | Sacks     | Nb.       | Yards | Déf.          | TD            | Nb.           | Rec.          |  |         |         |
| 2017               | Rams de Los Angeles | 1  | 05    | 4         | 1         | 0,5       | -         | -     | 0             | -             | 0             | 0             |  |         |         |
| 2018               | Rams de Los Angeles | 3  | 09    | 5         | 4         | 0,0       | -         | -     | 0             | -             | 0             | 0             |  |         |         |
| 2020               | Rams de Los Angeles | 2  | 04    | 3         | 1         | 2,0       | -         | -     | 0             | -             | 0             | 0             |  |         |         |
| 2021               | Rams de Los Angeles | 4  | 13    | 6         | 7         | 3,5       | -         | -     | 1             | -             | 0             | 0             |  |         |         |
| Totaux en carrière | Totaux en carrière  | 9  | 10    | 31        | 18        | 13,0      | 0         | 0     | 1             | 0             | 0             | 0             |  |         |         |

## Palmarès, trophées, distinctions

### En NLF
| Saison     | 2014 | 2015 | 2016 | 2017 | 2018 | 2019 | 2020 | 2021 | 2022 | 2023 |
| Classement | -    | 92   | 14   | 15   | 7    | 1    | 3    | 2    | 2    | 11   |

- Vainqueur du Super Bowl LVI ;
- 3 × meilleur joueur défensif NFL de la saison, en 2017, 2018 et 2020 ;
- 2 × vainqueur du trophée du meilleur joueur NFL de la saison décerné par le Sporting News, en 2018 et 2020 ;
- 6 × meilleur joueur défensif de la saison par Pro Football Focus, en 2015, 2016, 2018, 2019, 2020 et 2021 ;
- 4 × meilleur joueur défensif de l'année en NFC par le Kansas City Committee of 101, en 2015, 2017, 2018 et 2020 ;
- 2× meilleur joueur défensif NFL de la saison par les Pro Football Writers of America, en 2018, 2020 ;
- meilleur défenseur rookie de la saison NFL en 2014 ;
- 8 × sélectionné dans la première équipe All-Pro, en 2015, 2016, 2017, 2018, 2019, 2020, 2021 et 2023 ;
- 10 × sélectionné pour le Pro Bowl, en 2014, 2015, 2016, 2017, 2018, 2019, 2020, 2021, 2022 et 2023 ;
- vainqueur du Deacon Jones Award (en) 2018 ;
- sélectionné dans l'équipe 2014 des meilleurs rookies NFL par PFWA ;
- sélectionné dans l'équipe de la décade 2010 du Pro Football Hall of Fame ;
- sélectionné dans l'équipe de la décade 2010 de la NFL ;
- sélectionné dans l'équipe de la décade 2010 par Sporting News ;
- 3 × meilleur joueur défensif du mois en NFC :
  - 2018 : en octobre et décembre ;
  - 2021 : en décembre ;
- 8 × meilleur joueur défensif de la semaine en NFC :
  - 2015 : semaines 1 et 14 ;
  - 2016 : semaine 4 ;
  - 2018 : semaines 7 et 16 ;
  - 2019 : semaine 11 ;
  - 2020 : semaine 5 ;
  - 2021 : semaine 14.

### En NCAA
- Meilleur joueur défensif de la saison 2013 en ACC ;
- Vainqueur du Bronko Nagurski Trophy 2013 ;
- Vainqueur du Chuck Bednarik Award 2013  ;
- Vainqueur du Lombardi Award 2013 ;
- Vainqueur de l'Outland Trophy 2013 ;
- Reconnu à l'unanimité joueur All-American en 2013.

## Vie privée
Le frère aîné de Donald, Archie Jr., était un linebacker vedette à Toledo
Le 27 avril 2020, Donald a révélé sur Twitter qu'il était diplômé en communication de l'université de Pittsburgh.
En 2021, Donald et sa femme ont eu un fils. Donald a également deux autres enfants, une fille et un fils, issus d'une relation antérieure.

## Identité visuelle

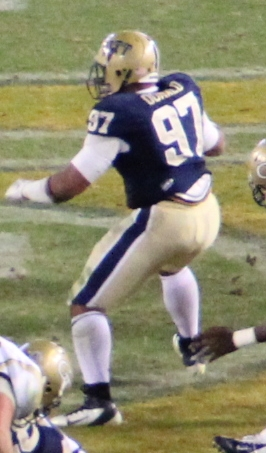
Aaron Donald en 2013 avec les Panthers de Pittsburgh (NCAA).
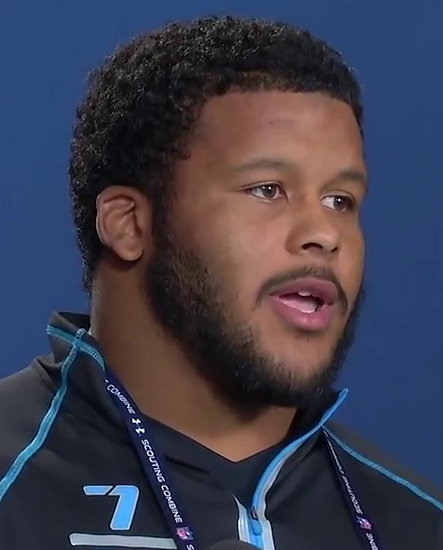
Lors du NFL Scouting Combine 2014 en 2014.
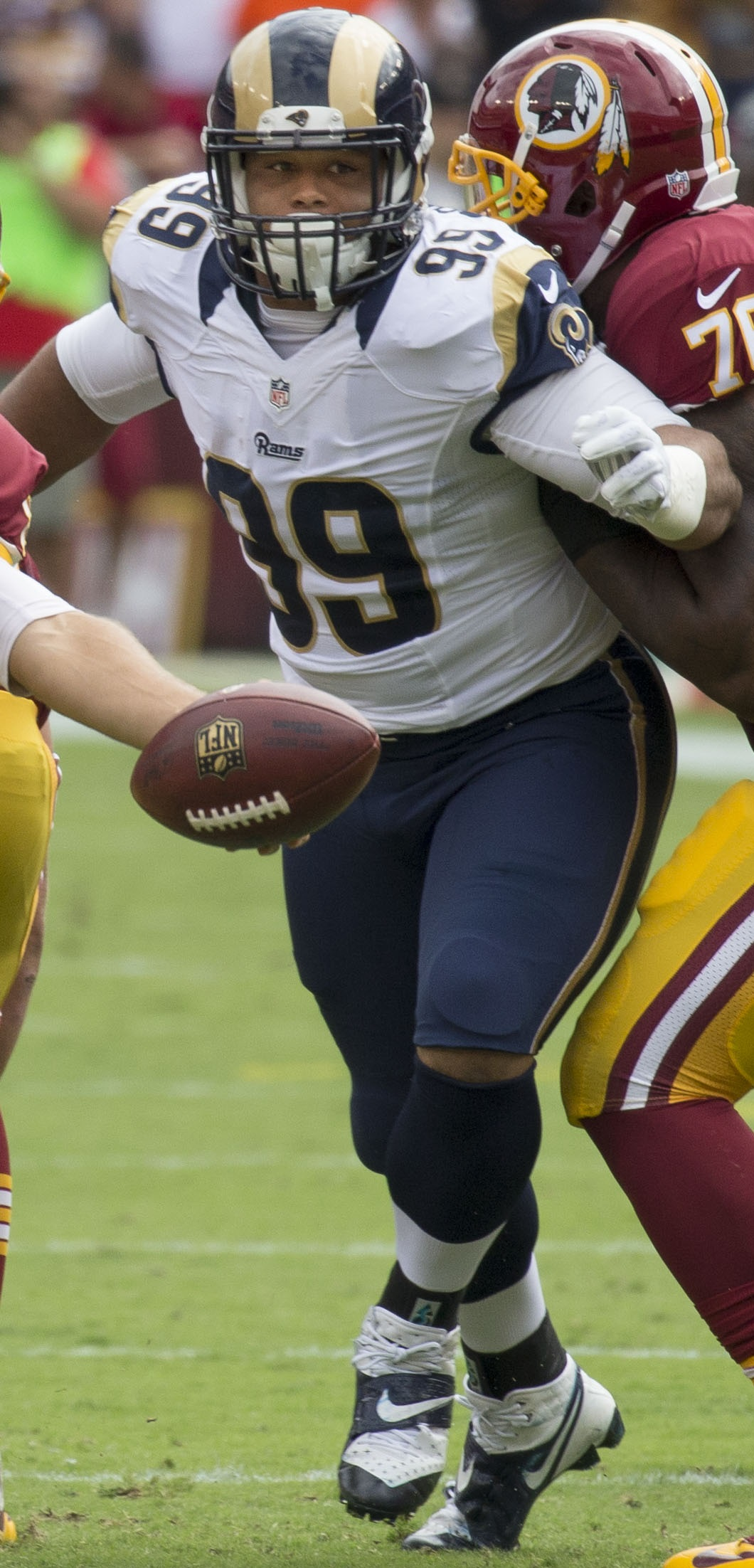
En septembre 2015.
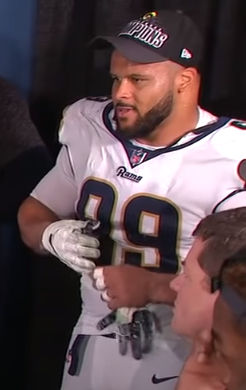
Vainqueur de la finale de conférence NFC en 2018.
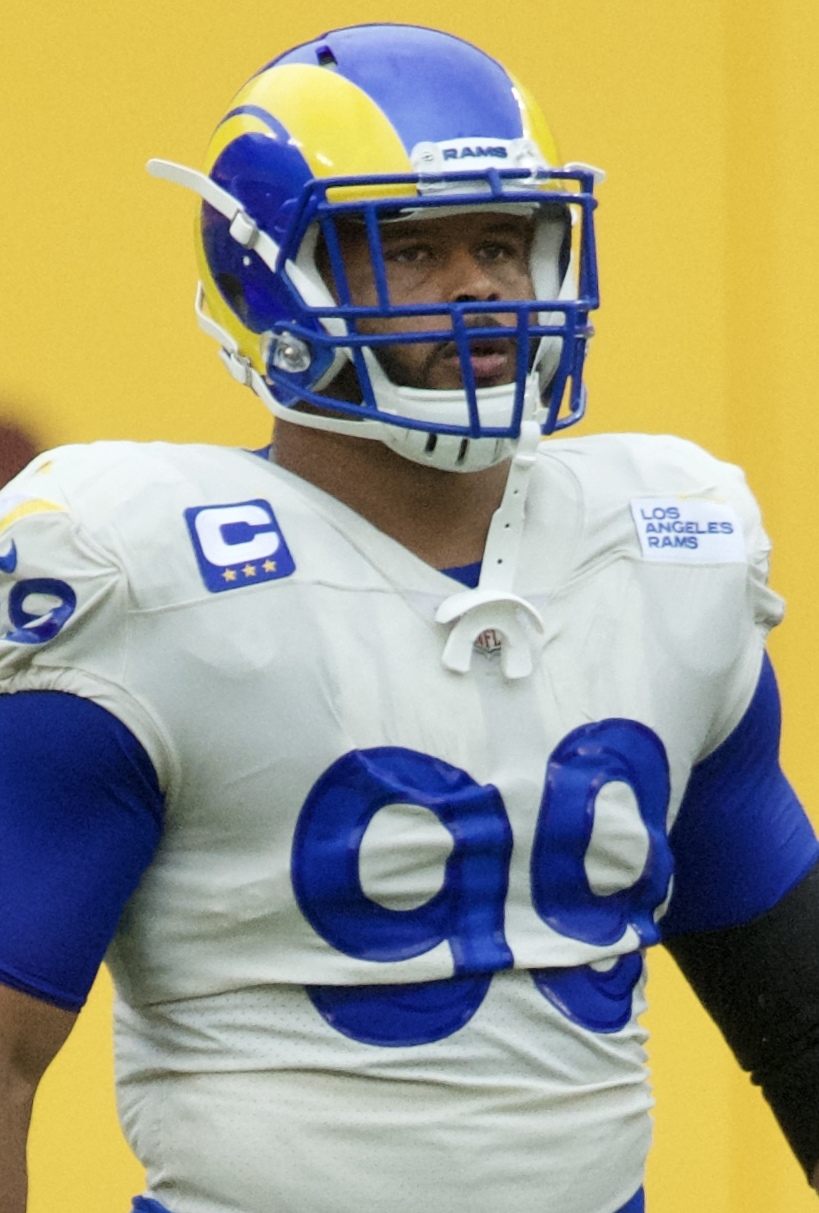
En 2020.